# Universidad DePauw

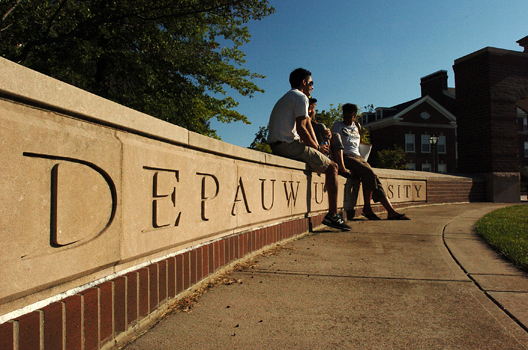

La Universidad DePauw fue fundada en 1837 por la Iglesia metodista, es una escuela privada que consiste en una Facultad de Artes Liberales y una Escuela de Música. Se localiza en Greencastle, Indiana, en los Estados Unidos. La Facultad de Artes Liberales ofrece cuarenta y dos carreras y la Escuela de Música tres licenciaturas. Cuenta con una matrícula de aproximadamente 2400 estudiantes.

## Historia
Fue fundada en 1837 por la Iglesia Metodista, originalmente la nombraron Universidad Indiana Asbury, en honor al primer obispo estadounidense de la iglesia, Francis Asbury. Se eligió la comunidad de Greencastle para establecer la universidad debido a que la gente de los alrededores recaudó 25.000 dólares para apoyar su creación. La Asamblea General del Estado de Indiana emitió una carta para la creación de la Universidad el 10 de enero de 1837, ese mismo año se inició su construcción y fue inaugurada en 1840. Alcanzó un rápido desarrollo y en 1867 empezaron a admitir mujeres.
En la década de 1870, Washington C. DePauw donó 600.000 dólares a la universidad, en agradecimiento le cambiaron el nombre a Universidad DePauw. La familia DePauw se interesó particularmente en la creación y desarrollo de la Escuela de Música, que fue fundada en 1884 y es una de las más antiguas de los Estados Unidos. Entre otros benefactores se encuentran Edward Rector, Ruth Clark y Philip Forbes Holton, cuyos donativos se han dedicado a crear fondos de becas.

## Campus
Se compone de 36 edificios principales. El East College —la pieza central del campus— fue construido en 1877 y está enlistado en el Registro Nacional de Lugares Históricos de los Estados Unidos. Entre sus instalaciones importantes se encuentran el Janet Prindle Institute for Ethics y el Bartlett Reflection Center de reciente creación.